# Cyclocranium swierstrae
Cyclocranium swierstrae é uma espécie de cerambicídeo da tribo Ametrocephalini, com distribuição restrita ao Estado de Victoria (Austrália).